# St. Buryan

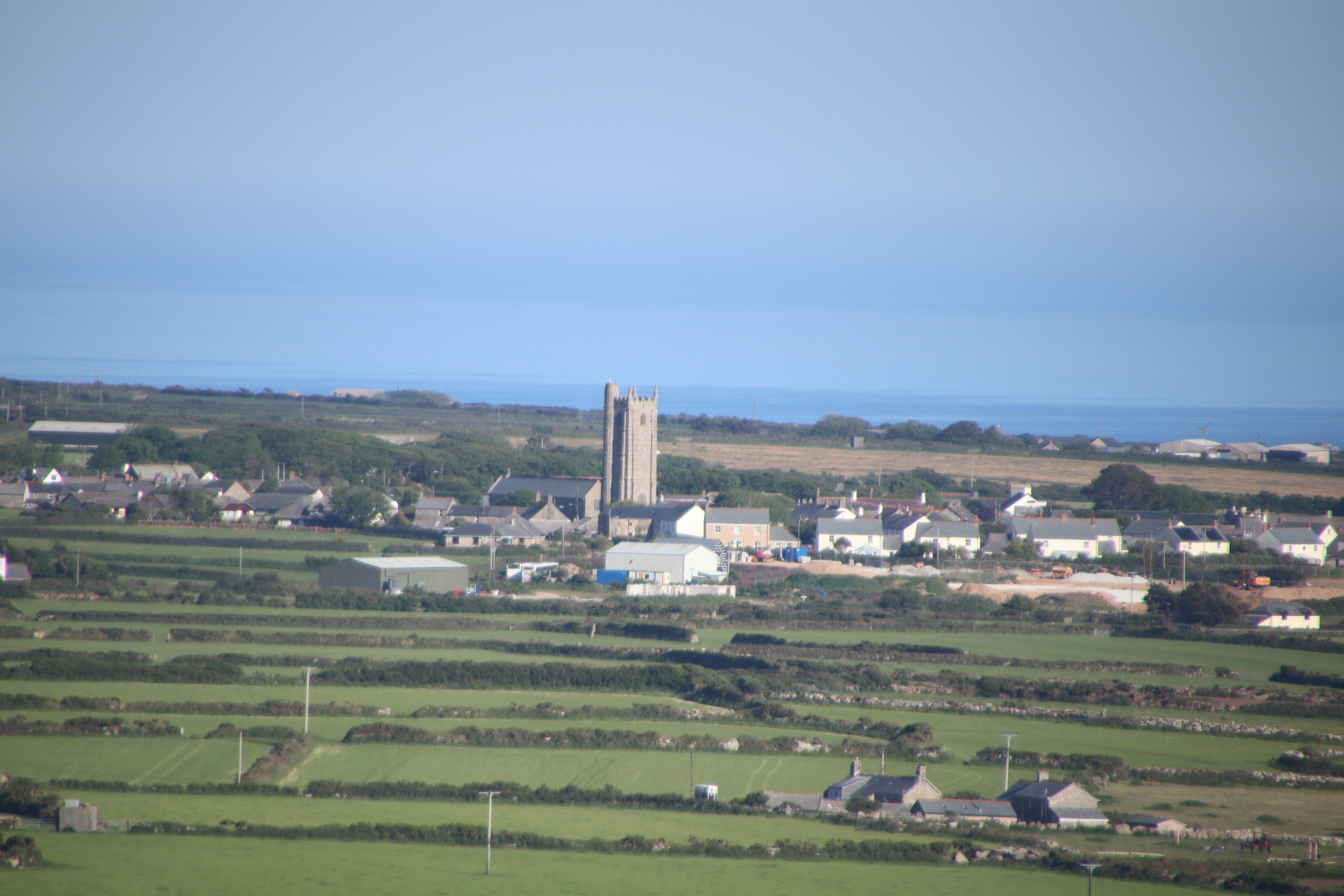
St Buryan Cornwall

St. Buryan är en ort i civil parish St Buryan, Lamorna and Paul, i distriktet Cornwall, Storbritannien. Det ligger i grevskapet Cornwall och riksdelen England, i den södra delen av landet, 400 km väster om huvudstaden London.
St. Buryan var tidigare en civil parish, men ingår sedan 1 april 2021 i civil parish St Buryan, Lamorna and Paul. Civil parish hade 1 412 invånare år 2011. Byn nämndes i Domedagsboken (Domesday Book) år 1086, och kallades då Eglosberrie/Eglosberria.